# Prima Categoria Tridentina 1961-1962
Il campionato di calcio di Prima Categoria 1961-1962 è stato il V livello del campionato italiano. A carattere regionale, fu il terzo campionato dilettantistico con questo nome.
Questo è il girone organizzato dal Comitato Regionale Venezia Tridentina per la regione Trentino-Alto Adige.

## Girone unico

### Classifica finale
|  |     | Prima Categoria girone unico Tridentino 1961-62 | Pt | G  | V  | N | P  | GF | GS |
|  | --- | ----------------------------------------------- | -- | -- | -- | - | -- | -- | -- |
|  | 1.  | U.S. Aquila, Trento                             | 33 | 20 | 16 | 1 | 3  | 42 | 14 |
|  | 2.  | A.C. Bressanone / Brixen, Bressanone            | 32 | 20 | 15 | 2 | 3  | 48 | 23 |
|  | 3.  | U.S. Passirio, Merano                           | 26 | 20 | 11 | 4 | 5  | 36 | 19 |
|  | 4.  | U.S. Alense, Ala                                | 22 | 20 | 7  | 8 | 5  | 36 | 31 |
|  | 5.  | G.S. Lancia, Bolzano                            | 21 | 20 | 9  | 3 | 8  | 36 | 31 |
|  | 6.  | U.S. Mori, Mori                                 | 16 | 20 | 5  | 6 | 9  | 22 | 29 |
|  | 7.  | U.S. Virtus Don Bosco, Bolzano                  | 16 | 20 | 5  | 6 | 9  | 27 | 35 |
|  | 8.  | U.S. Excelsior, Laives                          | 16 | 20 | 5  | 6 | 9  | 16 | 29 |
|  | 9.  | S.S. Benacense, Riva del Garda                  | 15 | 20 | 5  | 5 | 10 | 17 | 26 |
|  | 10. | F.C. Brunico / Bruneck, Brunico                 | 13 | 20 | 5  | 3 | 12 | 18 | 48 |
|  | 11. | S.S. Olivo, Arco                                | 9  | 20 | 1  | 7 | 12 | 18 | 31 |
|  |     |                                                 |    |    |    |   |    |    |    |

## Verdetti finali
- L'Aquila rinuncia alla promozione in Serie D.
- L'Aquila è ammessa allo spareggio con il campione regionale friulano per l'ammissione alla fase finale del Campionato Nazionale Dilettanti.